# Шведсько–геатські війни

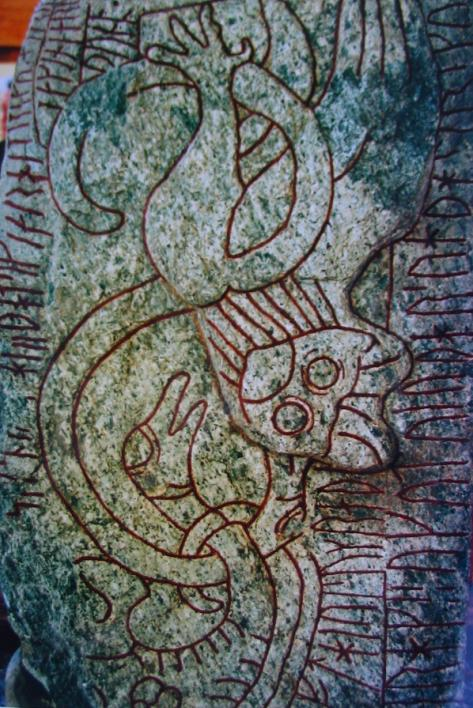
Знаменитий Руникос Спарлоса, вирощений у самому серці Геатиш, у Вестерготланді, згадує про велику битву, про імена Еріка, і Альріка, і батька, які проживали в Упсалі. Можливо, пам'ятник шведській королівській родині, який виграв велику битву.

## Перша війна вБеовульф

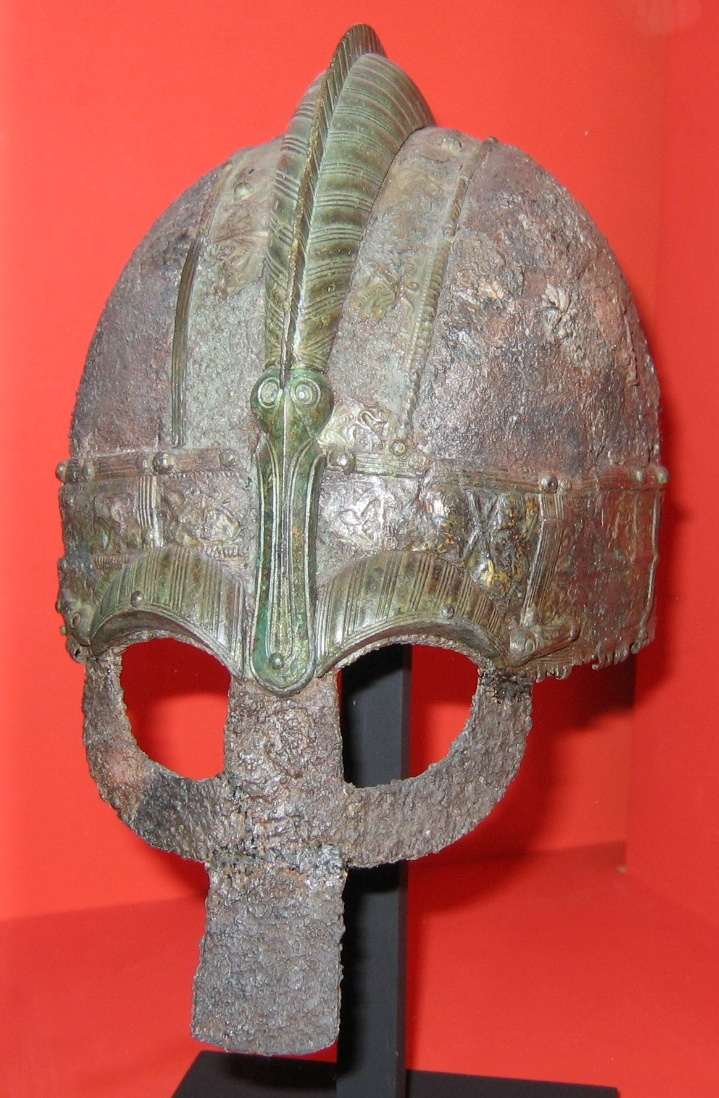
Шолом Vendel era, в Шведському музеї національних старожитностей.

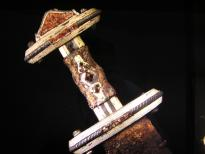
Vendel era меч з Valsgärde.

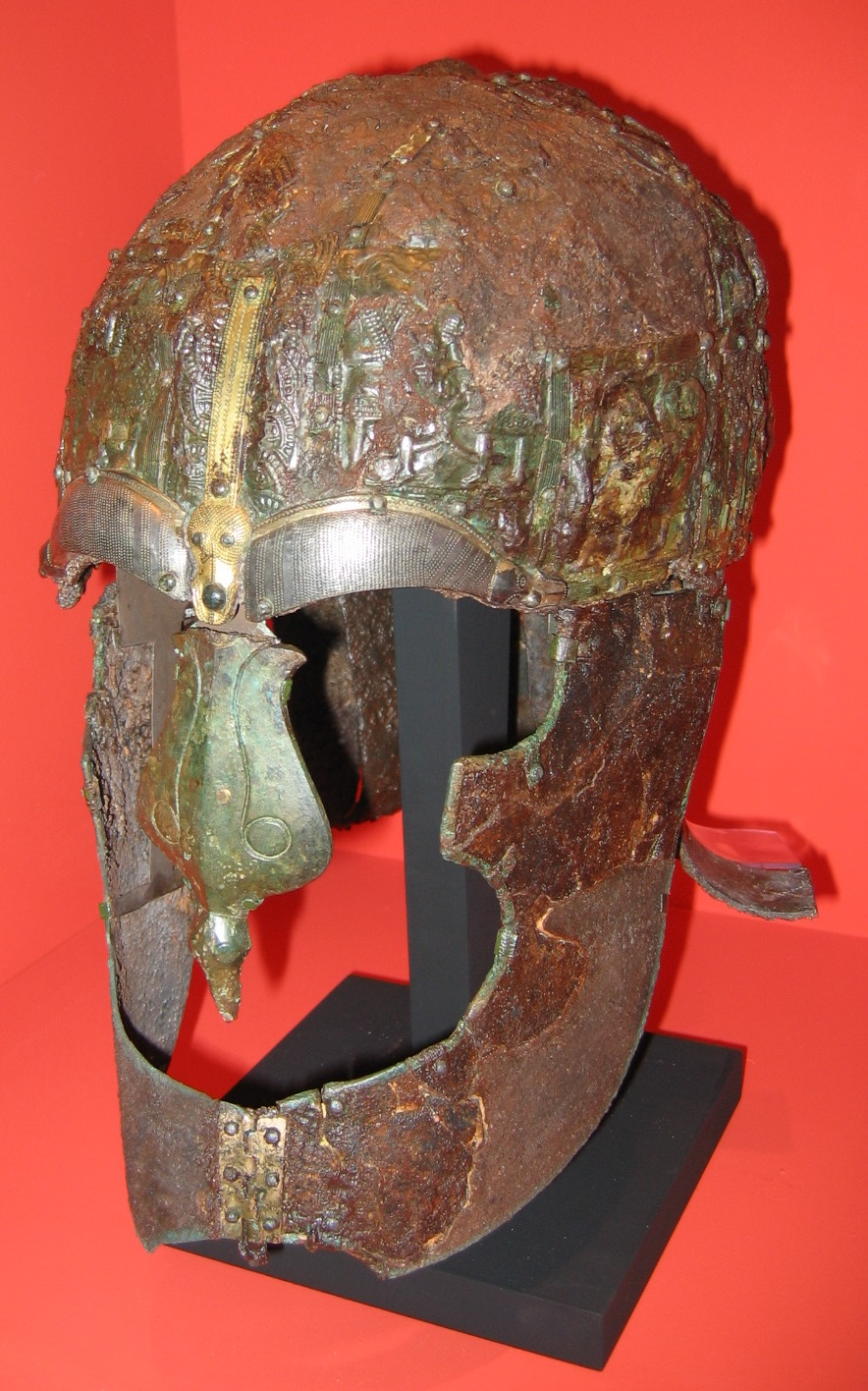
Епоха Vendel Spangenhelm в Шведському музеї національних старожитностей.

| ... wa wæs æht boden Sweona leodum, segn Higelace. Фронт-вон forодний офордодон, syððan Hreðlingas до кагана ungrungon. | . . . Але після нього прийшов з забою для шведів за стандартами Hygelac мирні рівнини, що просуваються на гордості, аж до того, як Хретелінгс воював у огороженому місті. |

Воїни Геотіса Еофор і Вульф Вонредінги воювали разом проти сивого короля Онгеньова.   Вульф ударив голову Онгеньова мечем, щоб вбити старого короля, але король ударив і поранив Вульфа.   Потім Еофор відплатила, розрізавши щит шведського короля і через свій шолом  давши Онгенуу смертельний удар.   Еофор взяв шлем шведського короля, меч і нагрудник і відніс їх до Гігелака.   Коли вони приїхали додому, Еофор і Вульф були нагороджені  а Еофору дали дочку Хейгелака.   Через цю битву, Hygelac називається вбивцею Онгеншова. 

## Друга війна вБеовульфі
У Швеції, як і Онгенте Ohthere були явно мертві , як Onela був царем, і два сина Ohthere в, Інмунд і Адільс , шукав притулок Хердреда , наступник Хайгелак як царя Geats . 
Eadgils, however, survived and later, Beowulf helped him avenge Eanmund by slaying Onela, an event which also appears in Scandinavian sources, as the Battle on the Ice of Lake Vänern (although no Geatish involvement is remembered or mentioned).

## Передчуття третьої війни вБеовульфі
Коли Віглаф сидів поруч з мертвим царем Беовульфом, він говорив про нову війну зі шведами, яка обов'язково прийде: 
| Æt ys sio fæhðo і se feond-scipe, wæl-nið wera, sæs þe ic wen hafo, see нас seceað до Sweona leode, syðñan hie gefricgeað frean userne ealdor-leasne, þone e ær geheold wið hettendum hord та рис, æfter hæleða hryre hwate Scylfingas, folcred fremede oððe furður gen eorl-scipe efnde. | Таке ворожнеча, лють гнома, смерть-ненависть чоловіків: так я вважаю це впевненим що шведський народ буде шукати нас додому за це падіння їхніх друзів, бойові - Сцилфінги , коли одного разу вони дізнаються, що наш воїн лідер нежива брехня, яка приземляється і накопичується коли-небудь захищалися від усіх своїх ворогів, продовжував свій шлях до народу, закінчив свій курс витривалий герой. |

## Наслідки
Згідно з скандинавською легендою, записаною в 13-му столітті, в сазі Інглінга , король ґеатів 7-го століття на ім'я Альґаут був запрошений до свого зятя, шведського короля Інг'яльда, в Уппсалу.  Протягом ночі він згорів разом з багатьма іншими запрошеними королями.  Потім Інг'яльд продовжив свою політику, щоб захопити ґеатські землі у Вестерготланді до своїх володінь, тоді як Східні гети в Естергетланд зберегли свою незалежність.  Пізніше ґеатів та інших скандинавські племена об'єднав Івар Відфамне . 
Як сказано в літописі, після смерті Івара королівство було розділене між Харальдом Вартютом і Сігурдом Хрінгом .  Гаральд керував Данією та Східними гемами , тоді як Сігурд Хрінг керував Швецією та Західними гетами .  Ці та багато інших джерел описують, як ці два царі зібралися в легендарній і величезній битві за Бравелр (750 р.), Де Сігурд Хрінг здобув перемогу і став королем як шведів, так і дат .  Від цієї битви і далі, все Geatland описується як частина шведського королівства. 
In the 12th century, Geatish tribal independence was but a memory as the Danish chronicler Saxo Grammaticus noted in his Gesta Danorum (book 13) that the Geats had no say in the election of the king, only the Swedes. It says even more of their loss of independence that when the Law of the West Geats was put to paper, in the 13th century, the law stated that the election and the deposing of the king rested with the Swedes and not with the Geats.<\ref>Sveær egho konong at taka ok sva vrækæ ("it is the Swedes who have the right to elect king and to dethrone him").
У 1442 році закон шведського, норвезького і данського короля Крістофера з Баварії заявив, що злиття Геатланд в шведське царство відбулося в далекому язичницькому часі. 

## зовнішні посилання
- Старий англійський видання під редакцією Джеймса Альберта Харрісона та Роберта Шарпа

Translations of Beowulf:
- Сучасний англійський переклад Френсіса Бартона Гуммере
- Сучасний англійський переклад Джона Менлі Холла